# ميمي ماركس
ميمي ماركس (بالإنجليزية: Mimi Marks)‏ هي متسابقة ملكة الجمال أمريكية، ولدت في 1967 في واترلو في الولايات المتحدة.

## وصلات خارجية
- ميمي ماركس على موقع IMDb (الإنجليزية)
- ميمي ماركس على موقع قاعدة بيانات الفيلم (الإنجليزية)